# Tarred and Feathered
Tarred and Feathered es una producción discográfica de estudio de corta duración que produjo la banda sueca conocida como The Hives con la disquera No Fun AB para su comercialización que salió a la venta en el año 2010. Dicho compilado contiene tres canciones versionadas que son obras musicales originales de bandas que influenciaron artísticamente a la banda, por lo cual decidieron rendirles un tributo de esta manera mezclando estilos tan dispares como el hardcore o el new wave.
Los motivos de la portada según la información de Amazon, se debe a que al haber supuestamente robado las canciones los miembros de la agrupación se encontraban purgando su condena al terminar siendo exhibidos públicamente de esa manera al ser ridiculizados, motivo por el cual los grupos de los cuales aparentemente afectaron los derechos de autor no dieron comentario alguno a la prensa y no presentaron cargos en contra de ellos. Esto ocurre justo después de aquel dueto con Cindy Lauper.
Al respecto de este material, Pelle Almqvist, argumenta que buscan probar como sonaría su próximo disco si fuera grabado en “directo” en el estudio.

## Recepción por la crítica especializada y opinión de los seguidores
Esta obra musical se vendió en formato físico en disco de vinilo de 7 pulgadas y disco compacto mientras que el formato digital se puede obtener vía iTunes en archivos con la extensión mp3 o incluso descargarlos desde la página oficial del grupo al suscribirse a su lista de correos.

### Crítica especializada
En Consequence Of Sound se considera el compilado un producto de inferior calidad comparado con Veni Vidi Vicious ya que las composiciones quedan a la sombra de lo logrado en el álbum mencionado y que solo "Early Morning Wake Up Call" es el único esfuerzo rescatable ya que a esta a diferencia de las otras le imprimen el estilo que caracteriza a The Hives, dado que en los otros casos se limitan a ejecutar al pie de la letra las piezas.

### Opinión de los seguidores
Los fanáticos consideran esto un simple aperitivo de lo que pudiera venir en su próximo disco ya que ese tipo de material se hace para cumplir compromisos con las disqueras y mantener al grupo fresco en la mente del público.

## Lista de Pistas
Todas las canciones escritas y compuestas por The Zero Boys, Joy Ryder and Avis Davis y Flash And The Pan (en orden de aparición).. 
| N.º | Título | Duración |  |

## Créditos
The Hives
- Howlin' Pelle Almqvist - vocalizaciones
- Nicholaus Arson - guitarra líder/vocalizaciones de fondo
- Vigilante Carlstroem – guitarra rítmica/vocalizaciones de fondo
- Dr. Matt Destruction – bajo
- Chris Dangerous – batería